# أولاد موسى (بني عامر)
أولاد موسى هو دُوَّار يقع بجماعة العامرية، إقليم سيدي بنور، جهة الدار البيضاء سطات في المملكة المغربية. ينتمي الدوّار لمشيخة بني عامر التي تضم 18 دوار. يقدر عدد سكانه بـ 751 نسمة حسب الإحصاء الرسمي للسكان والسكنى لسنة 2004.

## روابط خارجية
- البوابة الوطنية للجماعات الترابية
- المندوبية السامية للتخطيط